# 6-ПК
6-ПК или РКР — довоенная носимая радиостанция малой мощности, работавшая на промежуточных и коротких волнах. 

## Общее описание

### Характеристики 6-ПК
6-ПК — приёмо-передающая, телефонно-телеграфная, симплексная радиостанция. Обслуживается двумя радистами, может работать телефоном и телеграфом, на стоянке и на ходу. Состоит из упаковки приёмопередатчика и упаковки питания. В упаковку приёмопередатчика также входят аккумулятор накала 4НКН-10 и телеграфный ключ, снаружи крепятся лучи антенны и три колена штыревой антенны. В упаковку питания входят две сухие анодные батареи БАС-80, диспетчерский микрофон, наушники, ЗИП, инструменты и блокнот для радиограмм, снаружи крепятся четыре деревянных колена, четыре оттяжных колышка и четыре оттяжки.
Используемые антенны: лучевая (диполь длиной 30 м), которая поднимается над поверхностью земли на высоте 1 м на двух мачтах, и штыревая (высота 1,7 м) со звездочкой на конце (на первых сериях без звездочки, 1,5 м).
- Диапазон частот: 3,75 — 5,25 МГц
- Виды модуляции: ТЛФ (АМ), ТЛГ
- Мощность передатчика: до 0,5 Вт (после модификации 0,5 — 1 Вт)
- Дальность действия днём на штыревую антенну:
  - телеграфом — 8-10 км
  - телефоном — 4-5 км (на ходу — до 3 км)
  - из окопа — 2-5 км
- Дальность действия днём на лучевую антенну:
  - телеграфом — 12-15 км
  - телефоном — 6-8 км
- Время работы:
  - по анодным цепям — 25-30 ч
  - по цепям накала — 20-25 ч

Радиостанция может работать с одной упаковкой от одной сухой батареи БАС-80, однако дальность действия станции уменьшается в 1,5-2 раза.

### Характеристики РКР
Модификация РКР 1938 года была предназначена для связи в кавалерии и обладала меньшими размерами, что позволяло прикреплять станцию к седлу. Мощность передатчика была выше (минимум 0,5 Вт), общая масса комплекта составляла около 47 килограмм. Радиостанция могла работать без замены источника питания 6 часов на передачу и 18 часов на прием.
Антенна штыревая высотой 4,8 м от седла и с противовесом в виде 15-метрового провода. Дальность действия станции:
- с равноценной – телеграфом 25-30 км
- с радиостанцией 5-АК-1 – телефоном 20 км
- с радиостанцией 5-АК-1 – телеграфом 40 км

## Применение
Разработана в Горьковской центрально-индустриальной лаборатории и НИИС РККА (ныне 16 ЦНИИС МО) в 1929 году, принята в эксплуатацию в 1931 году. Использовалась для связи в войсках: например, для связи командира батальона с командиром полка и работы в сетях артиллерийских дивизионов, а также для связи политических комиссаров. Применялась также на гражданской службе: на стройках и в колхозах. В советской армии была известна под прозвищами «Малая политотдельская» и «Шестивёдерная полковая клизма» (расшифровка аббревиатуры).